# 克罗夫顿 (肯塔基州)
克罗夫顿（英語：Crofton）是美国肯塔基州的一座城市。面积约为1.6平方公里（0.6平方英里）。根据2010年美国人口普查，该市的人口为749人。